# The Tower of Druaga (игра)
The Tower of Druaga (яп. ドルアーガの塔 Доруа́га но то̄) — аркадный ролевой экшн в жанре лабиринт, разработанный и выпущенный в Японии компанией Namco в 1984 году. Игрок управляет рыцарем Гильгамешем в золотых доспехах, которому предстоит взобраться на 60 этажей одноимённой башни, чтобы спасти девушку по имени Кай от Друаги — демона с восемью руками и четырьмя ногами. Друага планирует с помощью артефакта под названием «Голубой хрустальный жезл» поработить всё человечество. Игра основана на аркадной платформе Namco Super Pac-Man, с добавлением видеосистемы с горизонтальной прокруткой, ранее задействованной в игре Mappy.
Дизайнером игры The Tower of Druaga выступил Масанобу Эндо, наиболее известный как создатель Xevious 1983 года. Игра задумывалась как «фэнтезийная версия Pac-Man» с элементами боя и решения головоломок, вдохновлённая такими играми, как Wizardry и Dungeons & Dragons, а также месопотамской, шумерской и вавилонской мифологиями. Первоначально проект разрабатывался под названием Quest и представлял собой прототип с переплетающимися лабиринтами, адаптированный для аркадной системы. Однако оригинальная концепция была отвергнута из-за недовольства Эндо чрезмерным использованием ролевых элементов, и в итоге игра получилась более ориентированной на экшн.
В Японии The Tower of Druaga получила огромный успех, привлекая миллионы поклонников благодаря использованию секретов и скрытых предметов. Она считается важной игрой своего жанра, заложившей фундамент для последующих игр, а также способствовала популяризации идеи обмена советами с друзьями и создания игровых руководств. Druaga оказала влияние на множество последующих игр, включая Ys, Hydlide, Dragon Slayer и The Legend of Zelda. Успех игры в Японии вдохновил Namco на создание портов для множества платформ, а также положил начало масштабной франшизе Babylonian Castle Saga, включающей множество сиквелов, спин-оффов, литературных произведений и аниме-сериал от студии Gonzo. Однако выход игры на Wii Virtual Console в 2009 году в Северной Америке был встречен в основном негативными отзывами из-за непонятного игрового дизайна, делающего прохождение практически невозможным без гайдбука, а также высокой сложности и неудобного управления.

## Игровой процесс

Кадр из аркадной версии игры

The Tower of Druaga — ролевой экшн с элементами лабиринта, где игрок берёт на себя роль рыцаря по имени Гильгамеш. Его задача — взобраться на башню высотой в 60 этажей и освободить девушку по имени Кай, захваченную демоном Друага. Демон, обладающий восемью руками и четырьмя ногами, намеревается поработить человечество с помощью могущественного артефакта «Голубой хрустальный жезл». Для перехода с этажа на этаж Гильгамешу необходимо отыскать на каждом из них ключ, отпирающий дверь.
На каждом этаже Гильгамеша поджидают враги, которых, возможно, потребуется одолеть, чтобы продолжить путь. Среди противников встречаются слизни, рыцари, стреляющие снарядами волшебники, способные проходить сквозь стены призраки, и огнедышащие драконы. Гильгамеш может побеждать этих врагов, нанося удары мечом — для поражения некоторых потребуется несколько ударов. Гильгамеш также способен блокировать снаряды, повернувшись к ним со щитом. На каждом этаже также есть скрытый предмет, который можно найти, выполнив определённые задачи, такие как уничтожение конкретного количества врагов или ввод специального кода с помощью джойстика. К этим предметам относятся кирка, способная разрушать стены, сапоги, значительно увеличивающие скорость передвижения Гильгамеша, и свеча, позволяющая обнаруживать призраков. Некоторые из этих предметов обязательны для полного прохождения игры, и не собрав их, игрок либо погибнет, либо игра станет непроходимой.
На каждом этаже также присутствует ограничение по времени, и если игрок слишком долго проходит уровень, то на Гильгамеша набросятся две неуязвимые сферические сущности, названные как «Will-o-Wisps» (Блуждающие огни). Если игрок забудет взять необходимый для прохождения предмет, его перенесёт обратно на более ранний этаж, чтобы он смог его подобрать. Лабиринты в игре генерируются случайным образом при каждом прохождении, хотя сокровища появляются рядом с начальной точкой игрока.

## Разработка и выпуск
The Tower of Druaga была разработана Масанобу Эндо, который присоединился к Namco в апреле 1982 года. После выпуска Xevious годом позже, имевшей огромный успех в Японии, Эндо отправился в командировку в Северную Америку, где купил копию Dungeons & Dragons. Заинтригованный геймплеем и сеттингом, Эндо — поклонник компьютерной игры Wizardry для Apple II — решил сделать свою следующую игру в жанре ролевого экшена. Вернувшись в Японию, он разработал прототип игры под названием Quest, где игрок мог исследовать сообщающиеся между собой комнаты, уничтожая врагов и используя ключи для открытия дверей. Затем была создана расширенная версия для аркадной системы Namco Super Pac-Man, которая получила название The Return of Ishtar. По завершении Эндо был недоволен обилием ролевых элементов в игре, что привело к преобразованию игры в экшен с головоломками, задуманный как «фэнтезийный Pac-Man».
При создании второго прототипа Эндо черпал вдохновение из шумерской, месопотамской и вавилонской мифологий, включая «Эпос о Гильгамеше» и Вавилонскую башню. Несколько персонажей были названы в честь месопотамских и индийских богов, в том числе антагонист Друага и богиня Иштар. Игра была адаптирована для запуска на том же аппаратном обеспечении, что и Mappy, которое поддерживало горизонтальную прокрутку и вертикальную ориентацию экрана, в то время как 60 этажей башни были вдохновлены небоскрёбом Sunshine 60, на тот момент самым высоким зданием в Азии. Музыку для игры сочинила Дзюнко Одзава, которая также создала уникальный звуковой драйвер для музыкального сопровождения. В рекламных аркадных листовках вместо рисунков использовались диорамы с вырезанными из картона фигурками, так как президент Namco, Масая Накамура, ненавидел мангу. Последний кадр в этой листовке изображал Гильгамеша в шлеме с рогами, сражающегося с Друагой, что должно было намекнуть, что игрокам понадобится этот шлем для прохождения игры. The Tower of Druaga была выпущена для игровых автоматов Японии в июне 1984 года.
Druaga была портирована на несколько японских игровых систем, включая MSX (1984), Family Computer (1985) и Fujitsu FM-7 (1985). Портативная версия для Game Boy вышла в 1990 году, а 16-битный ремейк для PC Engine — в 1992 году. Версия для GB была переиздана в 1996 году как часть сборника Namco Gallery Vol. 2, который также включал Galaxian, Dig Dug и Famista 4. В 1997 году вышел порт для Windows как часть сборника Namco History Vol. 2 наряду с несколькими другими ранними аркадными играми от Namco. В 2003 году версия для Famicom была переиздана в Японии для GameCube в качестве бонуса за предзаказ игры Baten Kaitos: Eternal Wings and the Lost Ocean. Было выпущено несколько портов для японских мобильных телефонов, первым из которых стала версия на платформе Java в 2002 году, затем последовал релиз для технологии i-Mode в 2003 году. В 2009 году цифровая версия вышла на Wii Virtual Console как одна из четырёх стартовых игр сервиса Virtual Console Arcade, наряду с Mappy, Gaplus и Star Force. Версия для Famicom была выпущена на 3DS Virtual Console в декабре 2012 года, эксклюзивно для Японии. Druaga вошла в состав нескольких сборников Namco Museum, включая Namco Museum Vol. 3 (1996), Namco Museum Battle Collection (2005), Namco Museum Virtual Arcade (2009) и Namco Museum Switch (2017). Игра была переиздана для Nintendo Switch в серии Arcade Archives благодаря Hamster Corporation в июне 2022 года.

## Отзывы
| Иноязычные издания | Иноязычные издания      |
| Издание            | Оценка                  |
| ------------------ | ----------------------- |
| AllGame            | (ретроспективный обзор) |
| Eurogamer          | 4/10 (Virtual Console)  |
| IGN                | 3/10 (Virtual Console)  |
| Награды            |                         |
| Издание            | Награда                 |
| Gamest             | The Best Game 13th      |

В Японии The Tower of Druaga имела огромный успех, привлекая миллионы поклонников своими секретами и скрытыми предметами. Она считается важной игрой своего жанра, заложившей фундамент для последующих игр, а также вдохновившей идею обмена советами с друзьями и создания игровых руководств. Druaga оказала влияние на множество последующих игр, включая Ys, Hydlide, Dragon Slayer и The Legend of Zelda. Успех игры в Японии вдохновил Namco на создание портов для множества платформ, а также породил огромную франшизу, известную как Babylonian Castle Saga, включающую множество сиквелов, спин-оффов, литературных произведений и аниме-сериал от студии Gonzo. Однако выход игры на Wii Virtual Console в 2009 году в Северной Америке был встречен в основном негативно из-за чрезмерно затруднённого геймдизайна, который, по мнению многих, было практически невозможно пройти без особого руководства, а также высокой сложности и управления.
Выпуск для Wii Virtual Console в 2009 году получил в основном негативные отзывы в Северной Америке, многие критиковали управление, высокую сложность и дизайн игры. В обзоре порта для Wii Virtual Console Дэн Уайтхед из Eurogamer назвал дизайн игры «дьявольски запутанным» и раскритиковал медленное передвижение Гильгамеша, особенно при отражении снарядов. Уайтхед также раскритиковал скрытые сокровища за то, что они слишком труднодоступны и привлекательны только для преданных игроков, хотя отметил, что это была интересная игровая идея. Бретт Алан Вэйс из Allgame также раскритиковал скрытые предметы, особенно те, которые необходимы для последующих уровней, а также «слабую» атаку игрока и лимит времени. Лукас М. Томас из IGN был наиболее критичен к игре, ругая её «произвольные и необычные» требования к предметам, медленный темп и высокую сложность, назвав её «удручающе скучной и бессмысленной» для игры. Он также отметил, что игроку потребуется пошаговое руководство, чтобы полностью пройти её.

## Наследие

### Сиквелы и спин-оффы
Успех The Tower of Druaga породил волну сиквелов и спин-офф игр, коллективно известных как серия Babylonian Castle Saga. Первой была выпущена в 1986 году The Return of Ishtar, основанная на оригинальном прототипе Druaga. Она была разработана игровой компанией Масанобу Эндо, Game Studio, и издана Namco для аркадный автоматов. Действие происходит сразу после событий оригинальной игры, два игрока управляют Гильгамешем и Кай, спускаясь по башне Друаги с Голубым хрустальным жезлом. В 1996 году игра была портирована на PlayStation как часть сборника Namco Museum Vol. 4. Приквел для Famicom под названием The Quest of Ki вышел в 1988 году — управляя Кай, игрок должен был подняться на вершину башни Друаги в поисках Голубого хрустального жезла, события происходили до первой игры.
Следующая игра для Super Famicom, The Blue Crystal Rod, также известная как The Destiny of Gilgamesh, вышла в 1994 году. Геймплей сильно отличался от предыдущих игр серии, вместо этого это была графическая приключенческая игра с персонажами франшизы. В 1996 году две модифицированные версии оригинальной игры, Another Tower и Darkness Tower, были включены как скрытый дополнительный контент в Namco Museum Vol. 3. Их сделали намного сложнее оригинала и изменили требования для поиска сокровищ. В 2000 году вышел спин-офф для Game Boy Color под названием Seme COM Dungeon: Drururuaga.
В 2004 году Namco в партнерстве с Arika разработали The Nightmare of Druaga: Fushigi no Dungeon для PlayStation 2, одну из немногих игр серии Babylonian Castle Saga, локализованных за пределами Японии. Это была часть серии Mystery Dungeon, которая стала печально известна своей крайней сложностью, где смерть лишала игрока всех предметов и половины денег. В 2005 году вышла онлайн-аркада Druaga Online: The Story of Aon, за которой в 2009 году последовала похожая игра на PC, The Tower of Druaga: The Recovery of Babylim. Спин-офф под названием The Labyrinth of Druaga был выпущен для японских мобильных телефонов 12 января 2011 года.

### Связанные медиа
В 1990 году Namco создала аттракцион для тематического парка по игре The Tower of Druaga для выставки Expo '90 в Осаке наряду с Galaxian 3. После завершения выставки в 1992 году аттракцион был перенесён в парк развлечений Namco Wonder Eggs в Токио, где находился до закрытия парка 31 декабря 2000 года. В 2000 году для аркад вышла игра-сугороку, Sugoroku Adventure: The Tower of Druaga, в которой также фигурировали персонажи из серии Valkyrie от Namco. Щит Гильгамеша с красной полоской и Голубой хрустальный жезл появляются в качестве альтернативного оружия Софиты в файтинге Soul Edge. В игре Mr. Driller Drill Land для GameCube присутствует режим под названием The Hole of Druaga, вдохновлённый Druaga. Гильгамеш и Кай появляются в Namco × Capcom как пара персонажей. Костюм бойца Mii, основанный на Гильгамеше, был создан для Super Smash Bros. for Nintendo 3DS & Wii U и последующей игры Super Smash Bros. Ultimate.
Аниме-сериал The Tower of Druaga: The Aegis of Uruk был создан японской студией Gonzo и вышел 4 апреля 2008 года, сюжет происходит примерно через 80 лет после событий оригинальной игры. За ним последовал сиквел под названием The Tower of Druaga: The Sword of Uruk, премьера которого состоялась 8 января 2009 года.
Несколько персонажей из этой игры появились также в других играх. Тема на основе The Tower of Druaga вместе с персонажами игры представлена в Pac-Man 99 в качестве специального DLC.